# Andy Barron (Eisschnellläufer)
Andrew James „Andy“ Barron (* 2. Mai 1951 in Penrith) ist ein ehemaliger kanadischer Eisschnellläufer.
Barron nahm von 1972 bis 1978 an internationalen Wettbewerben teil. Dabei belegte er bei den Olympischen Winterspielen 1972 in Sapporo den 36. Platz über 1500 m sowie den 25. Rang über 5000 m und bei den Olympischen Winterspielen 1976 in Innsbruck den 23. Platz über 5000 m. Zudem nahm er an der Mehrkampfweltmeisterschaft 1978 in Göteborg teil, wobei er vorzeitig auf den 22. Platz im Großen Vierkampf ausschied.

## Persönliche Bestzeiten
| Disziplin | Zeit         | Datum             | Ort       |
| --------- | ------------ | ----------------- | --------- |
| 500 m     | 41,12 s      | 17. Dezember 1977 | Inzell    |
| 1000 m    | 1:20,50 min  | 21. Januar 1978   | Davos     |
| 1500 m    | 2:05,52 min  | 28. Januar 1978   | Davos     |
| 3000 m    | 4:15,24 min  | 17. Dezember 1977 | Inzell    |
| 5000 m    | 7:32,02 min  | 24. November 1974 | Inzell    |
| 10.000 m  | 15:40,70 min | 13. Januar 1978   | Innsbruck |